# New York Raiders
Die New York Raiders waren ein Eishockeyteam, das von 1972 bis 1973 unter diesem Namen, zum Beginn der Saison 1973/74 als New York Golden Blades und ab Mitte November 1973 bis zum Ende der Spielzeit als Jersey Knights in der nordamerikanischen World Hockey Association (WHA) aktiv war. Das Team zog nach Saisonende an die Westküste der USA und spielte dort als San Diego Mariners weiter.

## Geschichte
Die WHA als aufstrebende Liga, wollte natürlich auch mit einem Team in New York vertreten sein. Als Standort hatte man Hempstead, einen Vorort auf Long Island ins Auge gefasst: Dort war mit dem Nassau Veterans Memorial Coliseum eine neue Halle entstanden, in der bis dahin noch kein Eishockeyteam beheimatet war, sondern nur das Basketballteam der New York Nets spielte. Doch die Betreiber der Halle waren nicht begeistert, ein WHA-Team zu beheimaten. Daher bemühte sich William Shea, der bereits 1962 das Baseball-Team der New York Mets in das benachbarte Stadion in Flushing Meadows gebracht hatte, um ein NHL-Team. Die NHL hatte in den letzten Jahren stark expandiert und wollte eigentlich erst 1974 wieder neue Teams aufnehmen, aber um der WHA das Feld nicht kampflos zu überlassen, entschied man sich zu einer neuerlichen Erweiterung und so wurde mit den New York Islanders ein Team im Nassau Veterans Memorial Coliseum installiert.

Das Logo der Golden Blades

Dem Besitzer Neis Shayne blieb nichts anderes übrig als in direkter Konkurrenz zu den New York Rangers im Madison Square Garden zu spielen. Der Kartenvorverkauf lief schleppend und man konnte nur ein Viertel soviel Dauerkarten wie die Islanders absetzen. Shayne entschied sich daher bald das Team an Dick Wood und Sy Siegel zu verkaufen. Die hohe Miete für den Madison Square Garden und die geringen Zuschauereinnahmen brachten die beiden schnell in finanzielle Engpässe. Sportlich war das Team in der Offensive mit Ron Ward, der 51 Tore erzielte und mit Gene Peacosh, Bobby Sheehan sowie Wayne Rivers die jeweils mehr als 30 mal trafen gut besetzt. Doch die schwache Hintermannschaft machte das Team zum Prügelknaben der Liga.
Im Mai 1973 kaufte Ralf Brent das Team und benannte es in New York Golden Blades um. Er holte mit Jerry DeLise einen neuen Managing-Direktor. Schon bald entdeckten die beiden jedoch, weshalb die vorherigen Besitzer das Team unbedingt abgeben wollten. Hohe Mietkosten für den Garden und geringe Zuschauerzahlen wurden auch dem neuen Besitzer zum Verhängnis, sodass die WHA das Team auflöste und für die Übergangszeit bis zur nächsten Saison ein Team in New Jersey installierte. Dort spielte es unter dem Namen Jersey Knights.

## Bekannte Spieler
- André Lacroix